# 短尖毛蕨
短尖毛蕨（学名：Cyclosorus subacutus）为金星蕨科毛蕨属下的一个种。